# José María Portell
José María Portell Manso (Baracaldo, 7 de diciembre de 1933 - Portugalete, 28 de junio de 1978) fue el primer periodista español asesinado por la organización terrorista ETA. Estaba casado con la periodista Carmen Torres Ripa y era padre de cinco hijos.

## Biografía
Portell fue profesor en la Escuela Altos Estudios Mercantiles de Bilbao y de periodismo en Madrid y Barcelona.
Su labor profesional como periodista se inició en 1958 y la realizó casi en su integridad en el País Vasco, llegando a ser redactor jefe de la Hoja del Lunes de Bilbao y redactor de La Gaceta del Norte durante el periodo tardofranquista y primerísimos años de la Transición Política. Fue también corresponsal de Associated Press y La Vanguardia. Fue un periodista muy conocido en el País Vasco, en principio muy centrado en la información social y municipal. En estas labores en ocasiones destacó por sus críticas a determinadas posiciones de las oligarquías municipales al final del franquismo.
Su contacto periodístico con el mundo de la clandestinidad en España arranca del proceso de Burgos en 1970 cuando se condenó a muerte a seis encausados de ETA. Este acercamiento le llevó a escribir dos obras relacionadas con la organización armada: Los hombres de ETA (Barcelona, 1974) y  Euskadi: amnistía arrancada (Barcelona, 1977). En el verano de 1978, junto al socialista, Txiki Benegas, Consejero de Interior del Consejo General Vasco (recién creado) trató de que el Gobierno dirigido por Adolfo Suárez y ETA se sentaran a negociar, pero el proceso fracasó. El entonces Ministro del Interior de España, Rodolfo Martín Villa, negó conocer a Portell y que éste estuviera mediando ante ETA. Sin embargo, dicha mediación ha sido reconocida por su esposa y sus hijos, así como diversas fuentes.
Ese mismo verano ETA militar lo asesinó en Portugalete por la mañana, a las puertas de su casa, al poco de acceder a su vehículo. Tres balas disparadas por dos terroristas asesinos le causaron la muerte poco antes de ser ingresado en el Hospital de Cruces de Baracaldo. Su mujer bajó a la calle y asistió a su marido antes de ser trasladado.
ETA envió dos comunicados antes del entierro el 29 de junio, en los que reivindicó el atentado, justificándolo «por que existen pruebas suficientes para demostrar el papel que como agente del Gobierno español jugaba y su misión a cumplir estaba bien definida: dedicar por entero su prestigiosa carrera, así como sus privilegiados resortes, a desprestigiar, calumniar y, en definitiva, a atacar a ETA». También señaló que «Portell daba una imagen infantil y desorientada de ETA». El mismo comunicado acusaba a toda la prensa de tratar a ETA de modo irresponsable, y amenazaba a varios medios (Cambio 16, Diario 16, La Gaceta del Norte y El Pensamiento Navarro). El atentado fue condenado por ETA político-militar, que se encontraba en pleno proceso de abandono de las armas. Nunca se detuvo a los autores del atentado.
En su honor, la Asociación de Periodistas de Vizcaya creó y mantiene el Premio José María Portell a la libertad de expresión.